# 柏林東十字車站
柏林東十字車站（德語：Berlin Ostkreuz）位於德國柏林腓特烈斯海恩，是柏林城市快鐵上的一個鐵路車站，也是柏林最繁忙的換乘站，每天約有235,000名乘客利用。
2006至2018年間，車站進行了全面重建。